# Pia Sundhage

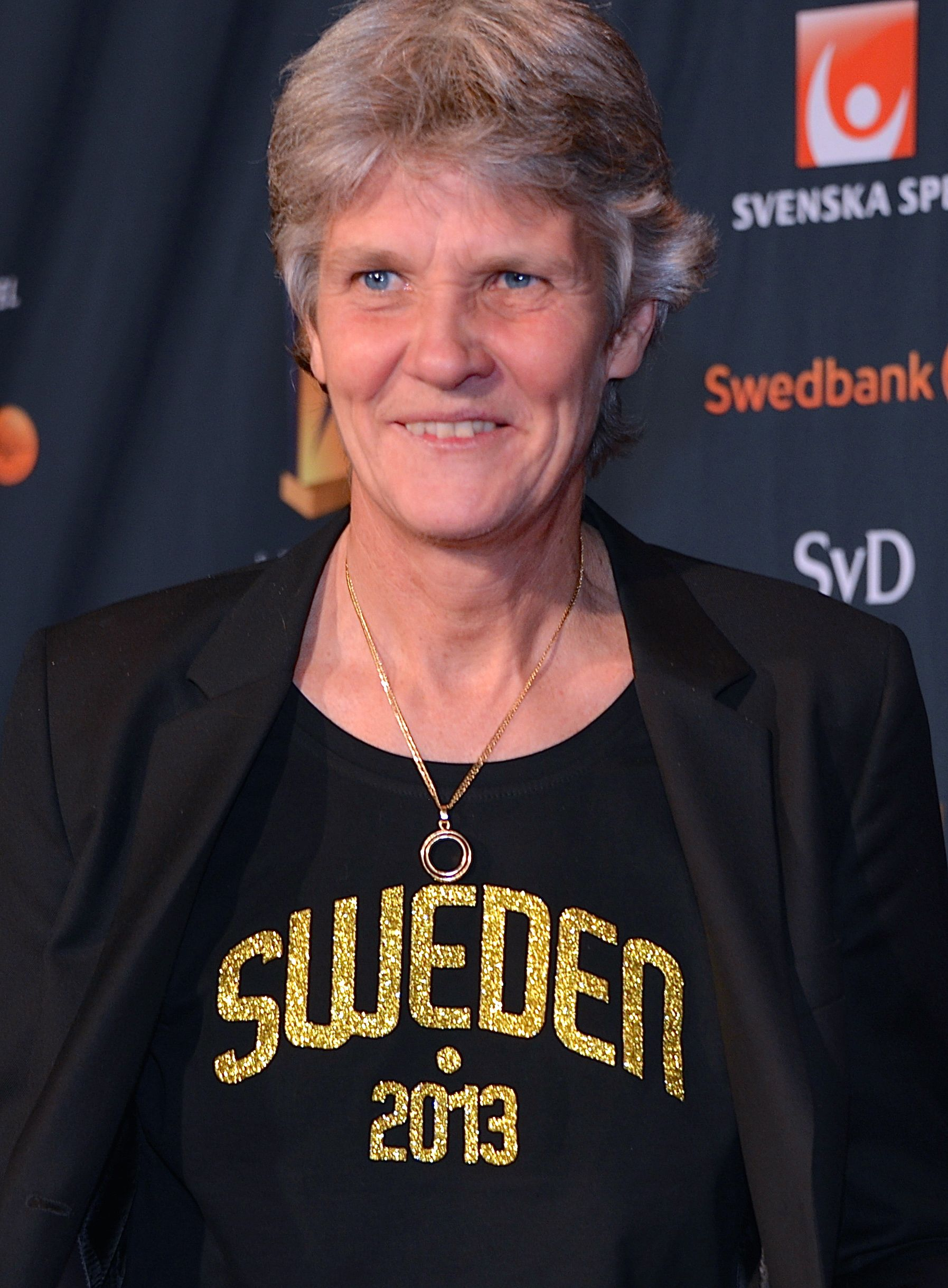
Pia Sundhage på Svenska Idrottsgalan i Stockholm 2013.

Pia Mariane Sundhage, född 13 februari 1960 i Ulricehamn, är en svensk fotbollstränare och före detta fotbollsspelare (anfallare) som ses som en av svensk damfotbolls allra största genom tiderna.
Sundhage var en föregångare inom sporten och blev en ikon för svensk damfotboll med bland annat fyra SM-guld, fyra svenska cup-titlar, fem internationella mästerskapsmedaljer i VM och EM med EM-guldet från 1984 som den största framgången under den aktiva karriären. Hon tog i mitten på 1980-talet klivet ut i Europa och blev då ett av Sveriges (och världens) första kvinnliga utlandsproffs.
Sundhage vann två OS-guld som förbundskapten för USA (2008, 2012) och åren 2012–2017 var hon huvudtränare för Sveriges damlandslag som hon förde till EM-brons och OS-silver. 
Sundhage blev år 2003 som medlem nr 11 och första kvinna invald i Svensk fotbolls Hall of Fame. Hon är syster till journalisten Ingalill Sundhage.

## Karriär

### Som spelare
Pia Sundhage inledde karriären i hemmaklubben IFK Ulricehamn, men det var med Jitex BK hon nådde störst framgångar. Trots sejourer i flera andra lag återkom hon flera gånger till Jitex, där hon också vann SM fyra gånger och Svenska cupen två gånger.
Sundhage prövade också på spel utomlands, i italienska SS Lazio 1985. Hon avslutade karriären i Hammarby under första halvan av 1990-talet.

### Som tränare
Under tiden i Hammarby arbetade Sundhage tidvis som spelande tränare. Efter att den aktiva karriären var slut fortsatte hon som tränare. Hon inledde med en rad uppdrag som assisterande tränare innan hon fick sitt första huvuduppdrag för amerikanska Boston Breakers. Efter året (2003) med Boston blev hon vald till ligans bästa coach.
Efter en sejour i KIF Örebro fick hon 2007 tjänsten som assisterande förbundskapten för Kina, där Marika Domanski Lyfors var huvudansvarig.
I november 2007 tog hon över USA:s landslag efter Greg Ryan. Laget tog därefter guld vid Olympiska spelen 2008 genom att i finalen besegra Brasilien. År 2012 tog man guld vid OS i London. Detta gjorde sedermera att hon utsågs till årets damtränare vid FIFA-galan i januari 2013.
Mellan 2012 och 2017 var Pia Sundhage förbundskapten för Sveriges damlandslag.
I början av december 2016 utsågs hon även till "Årets göteborgare" för att ha ökat intresset för damfotboll i Sverige.
I juli 2019 blev hon utsedd till förbundskapten för Brasiliens damlandslag som hon, efter en förlängning i januari 2021, hade kontrakt med till över OS 2024. Brasiliens fotbollsförbund avslutade kontraktet i förtid den 30 augusti 2023 efter att hon misslyckades med att ta laget vidare från gruppspelet i fotbolls-VM 2023. Den 16 januari 2024 presenterades hon som ny tränare för Schweiz damlandslag. Kontraktet löper under två års tid.

### Hall of Fame
Sundhage valdes år 2003 i den första selektionen som medlem nr 11 och första kvinna in i Svensk fotbolls Hall of Fame. Hon presenteras där med texten:
| ”                                             | Den stora föregångaren inom svensk damfotboll. Första proffset, första utlandstränaren. Både flest landskamper, och flest mål, som spelare | „ |
| – Svensk fotbolls Hall of Fame, bolletinen.se | |   |

## Utanför planen
I januari 2010 berättade Sundhage för TV4:s Lasse Bengtsson att hon är homosexuell och menade att: ”Det har inte varit några som helst problem för mig att vara öppet homosexuell som förbundskapten i USA”.
Pia Sundhage har medverkat i ett antal TV-program, bland andra Bingolotto, Min sanning, Stjärnor hos Babben och i Sveriges Televisions dokumentära TV-serie Den andra sporten från 2013.
Hon har skrivit och sjungit in fotbollslåtar som ”Vi är tjejer, vi är bäst”, ”Heja Jitex” och ”Dansa med Jitex”.
2016 tolkades Sundhages gärning i teaterföreställningen Peptalk för Sverige vid Orionteatern i Stockholm. ”Jag har fått priser både till höger och vänster men det här är nog tamejfan det finaste som jag har varit med om”, sade Sundhage i ett samtal på scenen efter monologens premiär.
2021 tilldelades hon medaljen Illis quorum i 8:e storleken för sina ”mångåriga och enastående insatser för svensk och internationell fotboll”.

### TV
- 2018 – Lingonligan (TV-serie)

## Statistik

### Spelarstatistik
Lag, säsong, matcher/mål grundserie + eventuellt slutspel:
- Falköpings KIK 1978  3/2
- Jitex BK 1979 18/25  4/5
- Jitex BK 1980  18/29  2/1
- Jitex BK 1981 18/32   4/4
- Östers IF 1982 18/30
- Östers IF 1983 22/35
- Jitex BK 1984 18/33  4/4
- Lazio 1985 23/16
- Jitex BK 1985 9/4
- Hammarby 1986  18/17  2/0
- Jitex BK 1987  22/12  4/1
- Jitex BK 1988 21/17  4/1
- Jitex BK 1989 22/12  4/0
- Hammarby 1990 21/9
- Hammarby 1991 22/8
- Hammarby1992  18/3
- Hammarby1993 1/0
- Hammarby1994 18/1
- Hammarby1995 21/3
- Hammarby1996 10/3
- Samtliga svenska matcher Damallsvenskan

Totalt: Grundserie 341 matcher/291 mål
Slutspel:  28 matcher/16 mål

### Spelarmeriter
- Svensk mästare: 4 (Jitex BK 1979, 1981, 1984, 1989)
- Svensk cupmästare: 4 (Jitex BK 1981, 1984, Hammarby 1994, 1995)
- VM-brons (Sverige 1991)
- EM-guld (Sverige 1984)
- EM-silver (Sverige 1987, 1995)
- EM-brons (Sverige 1989)

### Tränarmeriter
- OS – guld med USA 2008, guld med USA 2012, silver med Sverige 2016
- VM – silver med USA 2011
- EM – brons med Sverige 2013
- WUSA – Vinnare av seriespelet med Boston Breakers 2003
- Årets idrottskvinna 2008[23]
- Årets damtränare 2012 vid FIFA-galan

Källor: 